# Kosuke Harada
Kosuke Harada (原田 紘介 Harada Kosuke?,  nacido el 21 de diciembre de 1977 en Hiroshima) es un exfutbolista japonés. Jugaba de delantero y su último club fue el Montedio Yamagata de Japón.

## Trayectoria

### Clubes
| Club                 | País  | Año         |
| -------------------- | ----- | ----------- |
| Cosmo Oil Yokkaichi  | Japón | 1996        |
| Seino Transportation | Japón | 1997        |
| Montedio Yamagata    | Japón | 1998 - 1999 |